# Mariusz Wołosz
Mariusz Maciej Wołosz (ur. 13 stycznia 1977 w Bytomiu) – polski samorządowiec i działacz sportowy, w latach 2010–2012 zastępca prezydenta, a od 2018 prezydent Bytomia.

## Życiorys
W młodości trenował boks w klubach sportowych Szombierki Bytom i Polonia Świdnica. Licencjat uzyskał na Uniwersytecie Śląskim, a w 2006 ukończył studia magisterskie z pedagogiki w Górnośląskiej Wyższej Szkole Pedagogicznej im. Kardynała Augusta Hlonda w Mysłowicach. Odbył też studia podyplomowe Master of Business Administration. Był kierownikiem bytomskiego Miejskiego Ośrodka Sportu Młodzieżowego i wiceprezesem Polskiego Związku Hokeja na Lodzie. Pełnił też funkcję prezesa TMH Polonia Bytom.
W latach 2002–2010 zasiadał w radzie miejskiej Bytomia, mandat uzyskując dwukrotnie z ramienia Sojuszu Lewicy Demokratycznej. W międzyczasie współtworzył i został prezesem stowarzyszenia Bytom Przyjazne Miasto. W 2010 z jego ramienia ubiegał się o urząd prezydenta miasta, zajmując trzecie miejsce. Objął następnie stanowisko wiceprezydenta Bytomia, które zajmował do 2012. W tym samym roku ponownie ubiegał się o stanowisko prezydenta miasta w przedterminowych wyborach, zajmując 4. miejsce na 10 kandydatów. W 2014 powrócił w skład rady miejskiej z listy Platformy Obywatelskiej. W tym samym roku został dyrektorem Szpitala nr 2 w Mysłowicach, powołany też na wiceprezesa zarządu Związku Szpitali Powiatowych Województwa Śląskiego.
W 2018 został kandydatem Koalicji Obywatelskiej na urząd prezydenta Bytomia. W obu turach zwyciężył, uzyskując poparcie odpowiednio na poziomie 30,27% (16 059 głosów) i 53,54% (22 620 głosów) i pokonując tym samym swojego głównego kontrkandydata, ubiegającego się o reelekcję Damiana Bartylę. W 2024 z powodzeniem ubiegał się o reelekcję, wygrywając w pierwszej turze, otrzymując 26 284 głosy (62,10%).

## Odznaczenia i wyróżnienia
W 2005 otrzymał Brązowy Krzyż Zasługi. Wyróżniony tytułem honorowego obywatela Drohobycza.